# Skottår (film, 2010)
Skottår är en romantisk komedifilm från 2010 regisserad av Anand Tucker. Filmen hade biopremiär i Sverige den 10 april 2010 och släpptes på DVD den 25 augusti 2010 i Sverige. Filmen är barntillåten.

## Handling
Anna Brady (Amy Adams) och hennes pojkvän Jeremy Sloane (Adam Scott) firar fyra år som par och Anna förväntar sig att Jeremy ska fria. Men det händer inte. Så hon bestämmer sig för att fria själv den 29 februari för enligt en irländsk tradition har en kvinna rätt att fria till en man den dagen. Hon följer efter honom till Dublin för att göra det. Men flygplan, väder och ödet lämnar Anna strandsatt på fel sida av Irland. Hon blir då tvungen att ta hjälp av den stilige Declan Callaghan (Matthew Goode) för att ta sig till rätt sida.

## Tagline
Hur långt är du beredd att gå för kärleken?

## Rollista i urval
- Amy Adams - Anna Brady
- Adam Scott - Jeremy Sloane
- Matthew Goode - Declan Callaghan
- John Lithgow - Jack Brady
- Kaitlin Olson - Lippy
- Dominique McElligott - Bride